# Gittenbergeri turriplana
Gittenbergeri turriplana é uma espécie de gastrópode  da família Helicidae
É endémica de Portugal.